# Secondgame
株式会社SecondGame（英: SecondGame Inc.）は、東京都渋谷区に本社を置く、ITビジネス、人材紹介などのサービスを手掛ける日本のベンチャー企業。

## 概要
AI技術を活用した保育業界向けのDX（デジタル・トランスフォーメーション）支援を主力事業として展開している。

## 沿革
- 2020年11月 – 株式会社SecondGame設立。
- 2021年1月 – 保育士に特化した人材紹介会社向け求人データベースサービス「AgentOne」をリリース。
- 2022年12月 – 離職防止アンケートツール「EngageOne」をリリース。
- 2023年5月 – 無料履歴書・職務経歴書作成サービス「履歴書One」をリリース。
- 2024年1月 – 2024年「ベストベンチャー100」に選出

## 運営サービス
- AgentOne

保育士向け求人データベース＆マッチングプラットフォーム。保育園と人材紹介会社の効率的な連携を支援。
- EngageOne

保育士の離職リスクをAIでスコア化し、組織改善を支援するアンケート・マネジメントツール。業界初の「退職偏差値」機能を搭載。
- 履歴書One

PCやスマホで無料作成・PDFダウンロード・コンビニ印刷が可能な履歴書・職務経歴書テンプレートサービス。

## 子会社・関連会社
- 株式会社CareerNexus

SecondGameグループの人材紹介部門として、保育士の転職支援に特化した紹介サービス「保育士ONE」を展開。保育業界に精通したキャリアアドバイザーによるサポートを提供。